# Élections législatives de 1967 en Ille-et-Vilaine
Les élections législatives françaises de 1967 se déroulent les 5 et 12 mars 1967. Dans le département d'Ille-et-Vilaine, six députés sont à élire dans le cadre de six circonscriptions.

## Élus
| Circonscription | Député sortant      | Parti | Parti   | Député élu ou réélu | Parti | Parti |
| --------------- | ------------------- | ----- | ------- | ------------------- | ----- | ----- |
| 1re             | Henri Fréville      |       | MRP     | Henri Fréville      |       | CD    |
| 2e              | François Le Douarec |       | UNR-UDT | François Le Douarec |       | UD-Ve |
| 3e              | Alexis Méhaignerie  |       | MRP     | Alexis Méhaignerie  |       | CD    |
| 4e              | Isidore Renouard    |       | RI      | Isidore Renouard    |       | RI    |
| 5e              | Jean Le Lann        |       | MRP     | Michel Cointat      |       | UD-Ve |
| 6e              | Yvon Bourges        |       | UNR-UDT | Yvon Bourges        |       | UD-Ve |

## Résultats

### Résultats à l'échelle du département
| Parti          | Parti                                            | Premier tour | Premier tour | Second tour | Second tour | Sièges |
| Parti          | Parti                                            | Voix         | %            | Voix        | %           | Sièges |
| -------------- | ------------------------------------------------ | ------------ | ------------ | ----------- | ----------- | ------ |
|                | Union des démocrates pour la Ve République       | 109 962      | 35,67        | 90 230      | 46,05       | 3      |
|                | Républicains indépendants                        | 22 712       | 7,37         |             |             | 1      |
|                | diss. Union des démocrates pour la Ve République | 6 327        | 2,05         | Retrait     | Retrait     | 0      |
|                | Union des républicains de progrès                | 139 001      | 45,09        | 90 230      | 46,05       | 4      |
|                |                                                  |              |              |             |             |        |
|                | Convention des institutions républicaines        | 20 741       | 6,73         | 5 298       | 2,70        | 0      |
|                | Section française de l'Internationale ouvrière   | 17 690       | 5,74         | 26 063      | 13,30       | 0      |
|                | Fédération de la gauche démocrate et socialiste  | 38 431       | 12,47        | 31 361      | 16,01       | 0      |
|                |                                                  |              |              |             |             |        |
|                | Progrès et démocratie moderne                    | 88 710       | 28,77        | 57 813      | 29,51       | 2      |
|                | Parti communiste français                        | 30 963       | 10,04        |             |             | 0      |
|                | Parti socialiste unifié                          | 11 198       | 3,63         | 16 516      | 8,43        | 0      |
|                |                                                  |              |              |             |             |        |
| Inscrits       | Inscrits                                         | 381 941      | 100,00       | 257 665     | 100,00      | 6      |
| Abstentions    | Abstentions                                      | 66 845       | 17,5         | 55 865      | 21,68       |        |
| Votants        | Votants                                          | 315 096      | 82,5         | 201 800     | 78,32       |        |
| Blancs et nuls | Blancs et nuls                                   | 6 793        | 2,16         | 5 880       | 2,91        |        |
| Exprimés       | Exprimés                                         | 308 303      | 97,84        | 195 920     | 97,09       |        |

### Résultats par circonscription

#### Première circonscription (Rennes-Nord)
| Candidat              | Candidat                     | Parti          | Premier tour | Premier tour | Second tour | Second tour |  |
| Candidat              | Candidat                     | Parti          | Voix         | %            | Voix        | %           |  |
| --------------------- | ---------------------------- | -------------- | ------------ | ------------ | ----------- | ----------- |  |
|                       | Henri Fréville sortant réélu | CD (PDM)       | 24 832       | 42,51        | 23 230      | 41,69       |  |
|                       | Georges Cordouin             | UD-Ve          | 15 188       | 26,00        | 15 975      | 28,67       |  |
|                       | Charles Foulon               | PSU            | 11 198       | 19,17        | 16 516      | 29,64       |  |
|                       | Yves Brault                  | PCF            | 7 190        | 12,31        |             |             |  |
|                       |                              |                |              |              |             |             |  |
| Inscrits              | Inscrits                     | Inscrits       | 76 707       | 100,00       | 76 707      | 100,00      |  |
| Abstentions           | Abstentions                  | Abstentions    | 16 946       | 22,09        | 20 031      | 26,11       |  |
| Votants               | Votants                      | Votants        | 59 761       | 77,91        | 56 676      | 73,89       |  |
| Blancs et nuls        | Blancs et nuls               | Blancs et nuls | 1 353        | 2,26         | 955         | 1,69        |  |
| Exprimés              | Exprimés                     | Exprimés       | 58 408       | 97,74        | 55 721      | 98,31       |  |
| Source : Data.gouv.fr |                              |                |              |              |             |             |  |

#### Deuxième circonscription (Rennes-Sud)
| Candidat       | Candidat                          | Parti          | Premier tour | Premier tour | Second tour | Second tour |  |
| Candidat       | Candidat                          | Parti          | Voix         | %            | Voix        | %           |  |
| -------------- | --------------------------------- | -------------- | ------------ | ------------ | ----------- | ----------- |  |
|                | François Le Douarec sortant réélu | UD-Ve          | 32 928       | 47,10        | 39 804      | 60,43       |  |
|                | Henri Garnier                     | CD (PDM)       | 15 015       | 21,48        | Retrait     | Retrait     |  |
|                | Michel Phlipponneau               | FGDS (SFIO)    | 13 254       | 18,96        | 26 063      | 39,57       |  |
|                | Serge Hubert                      | PCF            | 8 713        | 12,46        |             |             |  |
|                |                                   |                |              |              |             |             |  |
| Inscrits       | Inscrits                          | Inscrits       | 87 768       | 100,00       | 87 768      | 100,00      |  |
| Abstentions    | Abstentions                       | Abstentions    | 16 645       | 18,96        | 20 210      | 23,03       |  |
| Votants        | Votants                           | Votants        | 71 123       | 81,04        | 67 558      | 76,97       |  |
| Blancs et nuls | Blancs et nuls                    | Blancs et nuls | 1 213        | 1,71         | 1 691       | 2,5         |  |
| Exprimés       | Exprimés                          | Exprimés       | 69 910       | 98,29        | 65 867      | 97,5        |  |

#### Troisième circonscription (Vitré)
| Candidat              | Candidat                         | Parti          | Premier tour | Premier tour | Second tour | Second tour |  |
| Candidat              | Candidat                         | Parti          | Voix         | %            | Voix        | %           |  |
| --------------------- | -------------------------------- | -------------- | ------------ | ------------ | ----------- | ----------- |  |
|                       | Alexis Méhaignerie sortant réélu | CD (PDM)       | 17 497       | 46,04        | 16 253      | 43,88       |  |
|                       | René Crinon                      | UD-Ve          | 13 475       | 35,46        | 15 487      | 41,81       |  |
|                       | Guy Gerbaud                      | FGDS (CIR)     | 5 675        | 14,93        | 5 298       | 14,30       |  |
|                       | Jean Le Duff                     | PCF            | 1 352        | 3,56         |             |             |  |
|                       |                                  |                |              |              |             |             |  |
| Inscrits              | Inscrits                         | Inscrits       | 44 793       | 100,00       | 44 793      | 100,00      |  |
| Abstentions           | Abstentions                      | Abstentions    | 5 549        | 12,39        | 7 024       | 15,68       |  |
| Votants               | Votants                          | Votants        | 39 244       | 87,61        | 37 769      | 84,32       |  |
| Blancs et nuls        | Blancs et nuls                   | Blancs et nuls | 1 245        | 3,17         | 731         | 1,94        |  |
| Exprimés              | Exprimés                         | Exprimés       | 37 999       | 96,83        | 37 038      | 98,06       |  |
| Source : Data.gouv.fr |                                  |                |              |              |             |             |  |

#### Quatrième circonscription (Redon)
|                       | Isidore Renouard sortant réélu | RI             | 22 712 | 58,64  |  |  |  |
|                       | Jean-Baptiste Lelièvre         | CD (PDM)       | 8 723  | 22,52  |  |  |  |
|                       | Jean Reffait                   | FGDS (CIR)     | 4 264  | 11,01  |  |  |  |
|                       | Marcel Dubois                  | PCF            | 3 031  | 7,82   |  |  |  |
|                       |                                |                |        |        |  |  |  |
| Inscrits              | Inscrits                       | Inscrits       | 48 734 | 100,00 |  |  |  |
| Abstentions           | Abstentions                    | Abstentions    | 9 322  | 19,13  |  |  |  |
| Votants               | Votants                        | Votants        | 39 412 | 80,87  |  |  |  |
| Blancs et nuls        | Blancs et nuls                 | Blancs et nuls | 682    | 1,73   |  |  |  |
| Exprimés              | Exprimés                       | Exprimés       | 38 730 | 98,27  |  |  |  |
| Source : Data.gouv.fr |                                |                |        |        |  |  |  |

#### Cinquième circonscription (Fougères)
| Candidat              | Candidat             | Parti          | Premier tour | Premier tour | Second tour | Second tour |  |
| Candidat              | Candidat             | Parti          | Voix         | %            | Voix        | %           |  |
| --------------------- | -------------------- | -------------- | ------------ | ------------ | ----------- | ----------- |  |
|                       | Michel Cointat élu   | UD-Ve          | 13 795       | 33,72        | 18 964      | 50,85       |  |
|                       | Jean Le Lann sortant | CD (PDM)       | 13 473       | 32,94        | 18 330      | 49,15       |  |
|                       | Pierre de Bénouville | diss. UD-Ve    | 6 327        | 15,47        | Retrait     | Retrait     |  |
|                       | Paul Collinot        | FGDS (SFIO)    | 4 436        | 10,84        |             |             |  |
|                       | Jean-Claude Guillerm | PCF            | 2 875        | 7,03         |             |             |  |
|                       |                      |                |              |              |             |             |  |
| Inscrits              | Inscrits             | Inscrits       | 48 397       | 100,00       | 48 397      | 100,00      |  |
| Abstentions           | Abstentions          | Abstentions    | 6 544        | 13,52        | 8 600       | 17,77       |  |
| Votants               | Votants              | Votants        | 41 853       | 86,48        | 39 797      | 82,23       |  |
| Blancs et nuls        | Blancs et nuls       | Blancs et nuls | 947          | 2,26         | 2 503       | 6,29        |  |
| Exprimés              | Exprimés             | Exprimés       | 40 906       | 97,74        | 37 294      | 93,71       |  |
| Source : Data.gouv.fr |                      |                |              |              |             |             |  |

#### Sixième circonscription (Saint-Malo)
|                       | Yvon Bourges sortant réélu | UD-Ve          | 34 576 | 55,45  |  |  |  |
|                       | André Vazel                | FGDS (CIR)     | 10 802 | 17,32  |  |  |  |
|                       | Maurice Guernier           | CD (PDM)       | 9 170  | 14,71  |  |  |  |
|                       | Jean Lemaître              | PCF            | 7 802  | 12,51  |  |  |  |
|                       |                            |                |        |        |  |  |  |
| Inscrits              | Inscrits                   | Inscrits       | 75 542 | 100,00 |  |  |  |
| Abstentions           | Abstentions                | Abstentions    | 11 839 | 15,67  |  |  |  |
| Votants               | Votants                    | Votants        | 63 703 | 84,33  |  |  |  |
| Blancs et nuls        | Blancs et nuls             | Blancs et nuls | 1 353  | 2,12   |  |  |  |
| Exprimés              | Exprimés                   | Exprimés       | 62 350 | 97,88  |  |  |  |
| Source : Data.gouv.fr |                            |                |        |        |  |  |  |